# James Francis Stephens
James Francis Stephens (Shoreham-by-Sea, 16 settembre 1792 – 22 dicembre 1852) è stato un entomologo, ornitologo e zoologo inglese.

## Biografia
Stephens studiò al Christ's Hospital.
Fu impiegato nell'ufficio dell'Ammiragliato, Somerset House, dal 1807 al 1845. Nel suo tempo libero, assisteva William Elford Leach nell'organizzazione della collezione di insetti del British Museum (nel 1818 fu distaccato al British Museum e, al completamento del suo lavoro, ritornò all'Ammiragliato).
Costituì anche una vasta collezione di insetti, che contiene molti campioni tipo. 
Dopo il suo pensionamento, la sua collezione fu acquistata dal British Museum.
Nel 1833, fu tra i fondatori dell'associazione che poi divenne la Royal Entomological Society of London.

## Opere

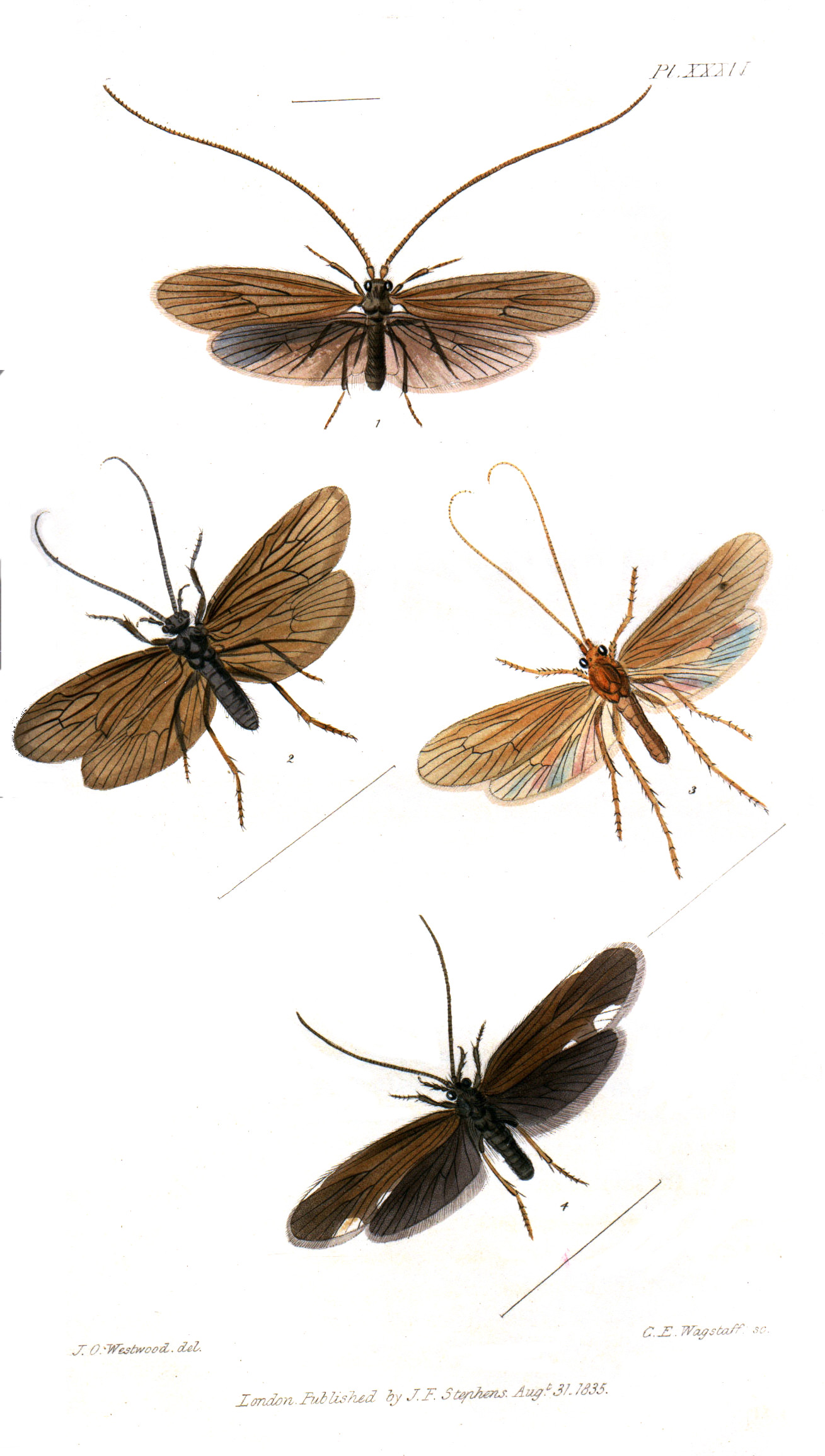
Illustrazione di Trichoptera da "British Entomology" di Stephens

Stephens fu l'autore delle seguenti opere:
- General zoology, o Systematic natural history London, Stampato da G. Kearsley, in parte con George Shaw e come unico autore per gli ultimi 6 volumi dei 16 volumi totali, dopo la morte di George Shaw (1800–1826) - I-II Mammalia (1800), III- Amphibia (1802), Pisces (1803-4), VI Insecta (1806), VII-VIII Aves (1809-120, IX-XIV, pt. 1. Aves (J. F. Stephens da solo) (1815–26), XIV, pt. 2 Indice generale alla Zoologia di G. Shaw e J. F. Stephens (1826)
- Nomenclature of British Insects: Being a Compendious List of Such Species (1829).
- A systematic Catalogue of British insects: being an attempt to arrange all the hitherto discovered indigenous insects in accordance with their natural affinities. Containing also the references to every English writer on entomology, and to the principal foreign authors. With all the published British genera to the present time(1829.)

### Illustrations of British Entomology
Illustrations of British Entomology; or, a synopsis of indigenous insects, containing their generic and specific distinctions; with an account of their metamorphoses, times of appearance, localities, food, and economy, as far as practicable. In ten volumes. (1828–1846). Disponibile in formato PDF. Quest'opera, seguendo un sistema di classificazione più vecchio, consiste di 7 volumi di Mandibulata (insetti dotati di mandibole, cioè con parti boccali adatte alla masticazione), 4 volumi di Haustellata (insetti con parti boccali adatte alla aspirazione, come la spirotromba dei Lepidoptera) e 1 volume di supplementi. Le tavole sono colorate a mano, con disegni realizzati da C.M. Curtis e John Obadiah Westwood.

#### Charles Darwin
Charles Darwin, durante il suo periodo di studi a Cambridge, nutriva una grande passione per la collezione di insetti, in particolare coleotteri.  Questo interesse lo portò a diventare uno dei contributori di una delle opere più influenti sull'entomologia britannica: Illustrations of British entomology di James Francis Stephens.  Come egli stesso raccontò nella sua autobiografia, la sua attività di collezionista era mossa più da una passione per la raccolta che da un interesse scientifico profondo, dato che raramente eseguiva dissezioni o confrontava gli insetti con descrizioni pubblicate.  Il suo approccio era principalmente pratico e impulsivo: ad esempio, una volta, nel tentativo di raccogliere un coleottero raro, mise uno degli insetti in bocca per non perderlo, ma l'insetto spruzzò un liquido irritante che lo costrinse a sputarlo.
Nonostante il suo approccio non convenzionale, Darwin ottenne un grande successo nella raccolta e inventò metodi innovativi, come l'assunzione di un aiutante per raschiare muschio dalle vecchie cortecce o raccogliere detriti dai fondi delle chiatte nei fiumi. Questi metodi gli permisero di raccogliere specie rare. La sua soddisfazione fu enorme quando vide il suo nome, seppur in forma modificata, apparire nell'opera di Stephens.
( Charles Darwin, Autobiografia.)
sebbene le parole esatte utilizzate nella pubblicazione fossero leggermente diverse: "catturato dal Rev. F. W. Hope e da C. Darwin, Esq., nel Galles del Nord" e "preso nel Galles del Nord da C. Darwin, Esq."  . Darwin è citato con delle sue osservazioni in 31 voci dell'opera, e in altre due è semplicemente nominato come collezionista senza ulteriori dettagli.
Questo periodo rappresenta uno dei primi esempi di coinvolgimento di Darwin in studi entomologici, che successivamente avrebbero avuto un ruolo significativo nella sua formazione scientifica.

## La disputa con Curtis
La Illustrations of British Entomology di Stephens, spesso semplicemente intitolata British Entomology, entrò immediatamente in competizione con l'opera British Entomology (1824–1839) di John Curtis. Questo portò a una disputa piena di acrimonia, che divise il mondo dell'entomologia britannica in fazioni opposte per oltre trent'anni.
Essi non si riconciliarono mai nonostante i tentativi di riappacificazione portati avanti dall'intimo amico di Stephens John Obadiah Westwood.